# Yuto Horigome (skateboarder)
Yuto Horigome (født 18. oktober 1995) er en japansk skateboarder. 
Han er den første til at vinde guld i skateboard under sommer-OL ved Sommer-OL 2020 i Tokyo. Han forsvarede sin guldmedalje i samme konkurrence ved sommer-OL 2024.

## Eksterne henvisininger
- Yūto Horigomes profil på Olympics.com (engelsk)
- Yūto Horigomes profil på Olympedia (engelsk)